# Eltxi Bugha
|  | Per a altres significats, vegeu «Eltxi Bugha Barles». |

Eltxi Bugha Selduz o Oljai Bugha Selduz o fou un amir dels suldus (Sulduz) que dirigia una secció del tuman localitzada al Bakelan, separada de la principal dirigida per Buyan Sulduz (localitzada a Shadman i el Caghaniyan).
Eltxi Bugha es va proclamar malik (rei) a Balkh 1359. Timur es va aliar a Elxi Bugha Selduz per conquerir el Badakhxan, cosa a la que Elxi s'hi va avenir. Buyan Sulduz havia anat al Badakhxan d'on es va retirar després de fer un pacte amb els reis del país que es van sotmetre (Muhammad Shah i Bahram Shah són citats en aquest temps).
Havent abandonat el Bakelan per la conquesta de Badakhxan, la ciutat de Balkh i el seu entorn quedava gairebe buit. Tamerlà va informar a l'amir Hajji Azdi Apardi de Xumerghan o Xibarghan (Shumerghan o Shuburghan) que havia enviat un exèrcit per a ocupar la zona i que volia partir-la amb ell; aquest es va mostrar d'acord i va enviar un exèrcit a Balkh. No se sap que va passar però és possible que Eltxi Bugha Sulduz (Oljai Bugha) morís en la lluita al Badakhxan perquè poc després Tamerlà va enviar a aquest regne a Amir Husayn amb l'acord perquè conquerís el país; en quant a Balkh i Bakelan se sap que Buyan Sulduz, en retirar-se de Badakhxan cap a Shadman, havia decidit intervenir en els conflictes; segurament va fer aliança amb Mengli Bugha Sulduz (el successor i probable fill d'Eltxi Bugha/Oljai Bugha) i junts van derrotar a Hajji Azdi i el van obligar a fugir cap a Xahrisabz a la cort de Timur; Buyan va ocupar també Xibarghan (Shumergan). Però Tamerlà va acudir amb les seves forces i va restaurar a Azdi a Xibarghan (Shumergan), però hauria deixat als Sulduz de Mengli Bugha la possessió de Balkh i Bakelan; el 1364 Mengli Bugha apareix esmentat com a amir dels Sulduz de Balkh i Bakelan amb seu a la fortalesa d'Uljau, propera a Balkh.